# Eureka (serial)
Eureka este un serial american, science fiction, a cărui acțiune se desfășoară într-un oraș ai cărui locuitori sunt genii. În Marea Britanie, este cunoscut drept A Town Called Eureka.

## Synopsis
Eureka se desfășoară într-o comunitate high tech purtând acelaș nume, localizată undeva în Pacific Northwest (potențial zona Oregon, datorită prezenței de hărți și steaguri ale Oregon.) și locuită în întregime de cercetători sclipitori ce muncesc pentru guvernul Statelor Unite, în încercarea de avansare a stadiului științific al acestuia, dar care cel mai des duc la un haos total. Existența și locația orașului sunt un secret bine păzit.
Premiera serialului a avut loc pe Syfy la 18 iulie 2006. De atunci, patru sezoane au fost difuzate, iar cel de  al cincilea este încă în proces de filmare. A doua jumătate a sezonului 4 a avut premiera pe SyFy pe 11 iulie 2011 și sa încheiat pe 19 septembrie 2011. Fiecare episod prezintă o utilizare abuzivă și misterios accidentală sau intenționată a tehnologiei, pe care șeriful orașului, Jack Carter, o rezolvă apoi cu ajutorul oamenilor de știință din oraș.
Serialul a fost creat de Andrew Cosby și Jaime Paglia și este produs de Universal Studios Media. Coloana sonoră a primului sezon a fost compusă de Mutato Muzika, iar autorul coloanei sonere ale sezoanelor doi și trei cele este Bear McCreary.Producătorii executivi ai sezonului patru sunt Paglia, Charles Grant Craig, și Thania St. John. Deși inițial serialul a fost lipsit de aprecieri critice  puternice, ulterior acest a devenit un succes, adunind o medie de 3.2 milioane de telespectatori în a doua jumătate a sezonului trei.
Personajele “ Eurekăi” au apărut și în cadrul serialului de televiziune “Warehouse 13” și vice-versa. De asemenea, personajele din  “Warehouse 13” au apărut în cadrul serialului  “ Alpha”, făcându-le pe cele trei seriale TV “surori”. 
Pe 4 august 2011 pe site-urile fan club-urilor show-ului, precum și pe contul de Twitter al unuia din producătorii “Eureikăi” a fost anunțat un eventual al șaselea sezon care ar urma să aibă 6 episoade și care ar urma să fie și ultimul. 
Pe 8 august 2011 a fost apoi a anunțat că, totuși, Eureka care nu va avea un al șaselea sezon. Cu toate acestea, un episod suplimentar în cadrul celui de-al cincilea a fost aprobat în scopul de a oferi serialului un final adecvat.

## Personaje

### Personaje principale
Jack Carter interpretat de Colin Ferguson , un U.S. Marshal, ajunge din întâmplare în Eureka în timp ce transporta un prizonier — propia fiică adolescentă Zoe — înapoi la casa mamei sale din Los Angeles, California. Când un experiment eșuat îl rănește pe sheriful din Eureka, Carter ajunge fără să vrea noul sherif. Deși nu se află la nivelul de geniu ca și restul orașului, abilitea lui Jack Carter de a face conexiuni cu ceea ce alți eșuează să vadă, salvează repetat Eureka, și uneori întreaga lume, de posibilele dezastre.
Dr. Allison Blake, interpretata de Salli Richardson-Whitfield (sezoanele 1-prezent), este un agent al  Ministerului Apărării al SUA, care acționează în calitate de legătură între Eureka și guvernul federal, iar mai târziu devine director al Global Dynamics. Ea este întotdeauna în prima linie a “frontului” în orice dilemă care ar putea apărea. Deși lucrează pentru Ministerul Apărării, ea are două doctorate, unul dintre ele - în medicină. Allison, de asemenea, îl crește și educă pe fiul ei, Kevin, un copil autist al cărui tată a murit când el era încă un bebeluș și pe Jenna, fiica pe care a conceput-o împreună cu Nathan la scurt timp înainte de moartea acestuia. În cadrul sezonului patru, după saltul în timp efectuat împreună cu Jack Carter, Jo Lupa, Henry și Douglas Fargo. Kevin nu mai este autist, iar ea niciodată nu a devenit director al Global Dynamics, fiind, în schimb, șeful diviziei medicale a Global Dynamics.
Zoe Carter, portretizată de Jordan Hinson (sezoanele 1-3, precum și unele apariții episodice în cadrul sezonului 4-prezent), este fiica lui Jack, o adolescentă rebelă. Spre deosebire de tatăl ei, ea este destul de inteligentă pentru a ține pasul cu locuitorii orașului (IQ-ul ei este 157), dar ca și tatăl ei, are un simț destul de dezvoltat al străzii, simț pe care marea majoritate a rezidenților orașului nu îl posedă. Visează să devină medic, și cu ajutorul unei scrisoari de recomandare din partea lui Henry, primește acceptul înainte de vreme pentru programul medical de la Harvard. Zoe este iubita lui  Lucas, dar în linia temporală modificată, ei s-au despărțit atunci când Lucas sa mutat la Geneva, iar ea este acum interesată de  Zane. În cadrul noii linii temporale ,Zoe este, de asemenea, mai matură și mai responsabilă.
Dr. Henry Deacon, interpretat de Joe Morton (sezoanele 1-prezent), este omul cu miini de aur al orasului .Deși, la fel ca majoritatea locuitorilor din Eureka, el este un om de stiinta genial foarte disciplinat, Henry are obiecții etice in privinta metodelor de cercetare ale  Global Dynamics, preferând postul de mecanic orașului. Ajutorul lui  Henry este adesea neprețuit în dezamorsarea situațiilor de criza pe care experimentele stiintifice le creeaza adesea. La sfirsitul Sezonul 1 , Henry este casatorit cu Kim și ii salveaza viata acesteia  prin intermediul unei calatorii in timp, până in punctul în care aceasta a decedat. Moartea ei totusi nu a putut fi evitata, Henry deplingind pierderea ei. În timpul sezonului de 3, el este  ales primar al Eurekai. Ca urmare a schimbărilor în cronologie, în sezonul 4, el este brusc casatorit cu Grace  și încearcă să mențină evenimentele legate de schimbarea liniei temporale in secret. Mai târziu el ii marturiseste  "soției" despre cele intimplate, după ce își dă seama că a început să se îndrăgostească de ea si  ulterior, isi "reînnoiesc juramintele".
[Dr. Nathan Stark]], interpretat de Ed Quinn (sezoanele 1-3), este unul dintre oamenii de știință de top ai  Eurekai. El și Jack sunt frecvent “la cutite”, deși se respecta reciproc. El este căsătorit cu  Allison, desi relatia lor e in impas, in primul sezon. In al doilea sezon ei au reusit, totusi, sa reaprinda flacara iubirii lor, urmind sa se recasatoreasca în al treilea sezon, dar el dematerializat în timp ce salva lumea de la un paradox temporal, in ziua nuntii lor, un eveniment care se pare să fi avut loc si în noua realitate alternativa din sezonul 4. Personaju este modelat după Tony Stark. 
Josephina "Jo" Lupo, portretizata de Erica Cerra (sezoanele 1-prezent), este o politista dura, cu o dragoste de arme de foc, dar care in copilarie visa sa devina balerina. Din Sezonul 2 , după o aventură scurtă cu Taggart, ea dezvoltă  o relație cu Zane. Zane ii face o  propunere de casatorie in primul episod al sezonului 4, dar înainte ca ea sa ii raspunda, linia temporala este modificata, iar in noua realitate, ea si Zane nu au avut niciodata o relatie si, mai mult decit atit, ei doi nu se pot nici macar suporta. De asemenea, ea este șeful  securitatii la Global Dynamics,iar postul ei de adjunct al serifului este luat de androidul Andy.
Dr. Douglas Fargo, portretizat de Neil Grayston (sezoanele 3-prezent, aparitii episodice avind in sezoanele 1-2), este un tinar om de stiinta care este tratat oarecum superficial de colegii lui.  Predispus la accidente, el cele mai multe ori nu termină ca o victimă a  dezastrelor orașului. Neil Grayston este, de asemenea,  cel care  a oferit vocea lui SARAH (Self acționat Habitat locativ automat), buncărul in care Jack Carter și Zoe trăiesc. In realitatea alternativa, el este șef la Global Dynamics, si nu este plăcut de către personalul acesteia din cauza modului de conducere intimidant. El are dificultăți în acest nou rol pentru ca “noul Fargo”este un  egomaniac dominator, fapt care ii creeaza nu putine problem “vechiului Fargo”.  Chiar și așa, noul loc de muncă il  transforma într-un lider capabil de a lua anumite decizii , pentru ca noile responsabilitati il forteaza sa tina piept altor angajati ai Global Dynamics, Ministerului Apararii, precum si altor autoritati militare. 
Zane Donovan, portretizat de Niall Matter (sezoanele 3-prezent, precum si citeva aparitii episodice in timpul sezonului al doilea), este un geniu rebel, recrutat in al doilea sezon, viata in Eureka fiind o alternativă la închisoare după ce a fost arestat pentru fraudă (s-a pretins ca  cauzat caderea  New York Stock Exchange). El dezvoltă, de asemenea, o relație cu Jo Lupo la scurt timp după sosirea sa în Eureka. Cu toate acestea, relațiea data este ștearsă odata cu noua realitate alternativa.. El redevine un farsor perpetuu și un dusman de nivel scazul al lui Jo, deși, ulterior, prezinta  semne de îmbunătățire, din cauza încrederii pe care Jo o arata fata de el.
Dr. Trevor Grant, interpretat de James Callis (sezonul 4), a fost un asistent al lui Albert Einstein la sfârșitul anilor 1940, atunci când Eureka era o bază militară. El apare  pentru prima oara in primul episod al  sezonului 4, atunci când cinci cetățeni ai Eurekai s-au teleportat în 1947. Dr. Grant le ajută să se întoarcă in 2010, dar înainte ca aestia sa faca saltul in timp, Jack Carter ii  spune lui  Allison Blake că "el si- a uitat dispozitivul într-un alt sacou" (în 1947). La sfârșitul episodului, dr.Grant apare in  Eureka anului 2010, și se presupune că a fost transportat acolo accidental cu ajutorul aparatului lui Jack; totusi, ulterior, este arătat ca el a luat dispozitivul pentru calatoria in timp in mod intentionat. El isi ia pseudonimul de Charles Grant, si chiar si cei care ii cunosc  identitatea adevărată încep sa-l numeasca  Charles  în discutiile private. Isi alege profesia  de istoric științific în timp ce lucreaza cu Henry la diverse proiecte. Este mai târziu abordat de către „noua” Beverley ( cea in realitatea alternativa), care il convinge sa lucreze cu ea pentru atingerea unui scop necunoscut.
Dr. Jim Taggart, interpretat de Matt Frewer ( Sezonul 3, Episodul 17; precum si unele aparitii episodice in sezoanele 1, 2,și 4), este un excentric expert in animale. De asemenea, el studiaza geofizică.

### Personaje secundare
Kim Deacon este soția lui Henry în 2010 înultimul episod al sezonului 1. Este ucisa de o explozie atunci când Natan investighează "Artefactul" din Departamenrul nr. 5 al Global Dynamics, dar acest fapt este dezvaluit doar după încercările lui Henry de a schimba trecutul  pentru a preveni moartea ei. Un computer evoluat o va clona ulterior pe  Kim in sezonul 3, clona intorcindu-se pe pământ într-o navă spațială, nava care este un vechi proiectate inițial de către Henry și Kim. Totusi clona lui Kim incepe sa aiba probleme “de sanatate” si  Henry o pierde din nou.
Dr. Tess Fontana (Jaime Ray Newman) este descrisa ca un "inginer genial și un astrofizician care vede lucrurile altfel decât cei din jurul ei si care o pune în contradicție cu comunitatea științifică obisnuita." Allison, cunoscind acest mod de gindire extraordinar inca din timpul facultatii, ii ofera posibilitatea de a lucrala un proiect super-secret in cadrul Global Dynamics. In ultima parte a sezonului 3, Dr. Fontana incepe sa petreaca tot mai mult timp in compania lui Jack Carter, ulterior, cei doi aflindu-se intr-o relatie , iar la finalul sezonului  ne este dezvaluit ca ea si Seriful Carter au petrecut cel putin 4 nopti in casa acestuia. In ultimul epsiod al sezonului este sugerat faptul ca personajul ei urmeaza sa dispara de pe “scena” Eurekai; cu toate aceastea, ea reapare în Sezonul 4, in noua realitate alternativ, ea urmind sa se mute impreuna cu Carter. Acest plan este abandonat, atunci cand Carter isi da seama ca relatia nu va funcționa, Tess urmind sa se mute în Australia (cum era planificat la sfârșitul sezonului 3).
Dr. Beverly Barlowe (Debrah Farentino) este  psihiatrul orasului. In secret ea lucreaza pentru o organizație misterioasă cunoscută sub numele de "Consorțiu", care și-a exprimat dorința de a exploata inovațiile din  Eureka, ghidindu-se dupa proverbul “scopul scuza mijloacele”. Desi a fost un locuitor permanent al Eurekai in primele doua sezoane, Beverly este absenta pe tot parcursul sezonului 3, intorcindu-se totusi în Sezonul 4 in episodul "Stoned". Ulterior ea il atrage pe  Dr. Trevor Grant într-o întâlnire clandestină unde ii  dezvaluie acestuia ca ea este fiica lui Adam Barlow, care a lucrat cu Grant la planurile sale secrete în 1947. Beverly il atrage pe Grant să coopereze cu organizatia ei, reusind sa evadeze atunci cind planul ei esueaza.
Vincent (Chris Gauthier) este proprietarul Cafe Diem. El se mandreste cu faptul ca poate gati absolut orice  ii cer clientii sai. El nu este excepție in Eureka, fiind un geniu detinind si  un doctorat în gastronomie moleculară. Numele lui de familie nu a fost niciodata dezvăluit.
Adjunct Andy (Ty Olsson (sezoanele 3 și 4), Kavan Smith (sezonul 4-prezent)) este un robot dotat cu inteligenta artificial si este o creatie a Global Dynamics.Initial el trebuia sa-l inlocuiasca pe Carter după ce acesta a fost concediat, dar ajunge ulterior la concluzia că anume Carter este cel care trebuie să fie șerif, el parasind Eureka pentru a afla ceea ce este cel mai potrivit pentru el in “viata”. În noua realitate alternativa, Andy este adjunctul lui Carter, pentru ca Jo a fost promovata in functia de șef al securitatii la Global Dymanics. Andy aproape imediat isi da seama ca  seful sau traieste intr-o realitate alternativa in baza comportamentului lui Carter și a altor indicii, dar suferă un accident care ii prejudiciaza “sanatatea”, in urma caruia ii este resetata memoria.  Andy și Sara a avut o relație – fulger care a dus la o nunta, nunta pe care SARAH insa a anulat-o, cei doi fiind de acord să rămână prieteni. 
SARAH (vocea lui Neil Grayston) este o inteligenta artificiala care “conduce” casa lui Carter. Ea a fost instalata inainte ca acesta sa se mute in Eureka. Atunci cind Carter decide sa paraseasca orasul, SARAH il inchide in casa impreuna cu Allison, Fargo, Stark si Henry, in incercarea de a lamuri lucrurile si de a le face sa mearga. SARAH il “infecteaza” pe  Andy cu un “pachet” cu emotii ulterior, in sezounul 3, fiind programata si o eventuala nunta a celor 2, nunta pe care SARAH o anuleaza, ea si Andy  fiind de acord să rămână prieteni.
Eva Thorne (Frances Fisher) este angajata pentru a face Eureka mai profitabila. Ea pare a avea un motiv personal de a se afla in oras si anume o baza subterana construita înainte de infiintarea Eurekai. Un accident în această baza militara a dus la faptul ca Eva sa aiba o viata extreme de lunga: ea are 107 ani in momentul aparitiei (sau reaparitiei) sale in Eureka. 
General Mansfield (Barclay Hope) este un general al armatei, care vizitează frecvent Eureka, pentru a verifica  proiectele guvernamentale, sau de a aplica legea atunci când experimentele scapa de sub control.
Lexi Carter (Ever Carradine) este sora lui Jack care vine să locuiască cu el și Zoe la începutul sezonului 3 după ce a aflat ea (Lexi) este gravidă.  Ea paraseste Eureka impreuna  cu viitorul ei sot la mijlocul sezonului 3, atunci cind acesta descopera ca ea ( Lexi) este insarcinata.
Kevin Blake (Meșac Peters in  sezoanele 1-3, Trevor Jackson in sezonul 4) este fiul lui Allison Blake. El este un savant autist, cu un IQ de 182. Ziua de nastere a lui Kevin este 15 martie 1997. Personajul sau este o parte importanta a subiectului despre artefactul aflat in Departamenul 5 al Global Dynamics in sezonul doi. Kevin lipseste in sezonul al treilea, reaparind  in cel de-al patrulea, unde  "accidental" (deși aceasta parte este incertă) activeaza partea din 2010 a dispozitivului “pod’, prin intermediul caruia Jack, Allison, Fargo, Henry si Jo sunt teleportati in anul 1947. În noua realitate alternativa, Kevin nu este autist.
Lucas (Vania Asher) este prietenul – geniu – extaordinar de timid al lui Zoe. Ei devin un cuplu atunci cind sunt fortati sa lucreze  împreună la un proiect stiintific la scoala în sezonul 2. In Sezonul 3, el primește acceptul inainte de vreme  la MIT(Massachusetts Institute of Technology), după ce Henry ii da o scrisoare de recomandare, așa că el este capabil de a fi cu Zoe în Massachusetts. El si Zoe s-au despartit atunci când sa mutat la Geneva.
Dr. Grace Monroe (Tembi Locke) este soția lui Henry. In dimineata  "Zilei Fondatorilor" la inceputul sezonul 4 Henry și Grace abia se cunosc,insa in noua realitate alternativa , Henry descoperă că ei sunt căsătoriți. Când Henry ii dezvăluie mai târziu adevărul despre noua realitate ea se intristeaza si spune ca il vrea inapoi pe "Henry al ei", dar el este în cele din urmă capabil să câștige afecțiunea ei, și in timpul episodului "Clash of the Titans" ei si-au reinnoit juramintele lor, ea acceptind faptul că acest Henry este "Henry al ei."
Dr. Holly Marten (Felicia Day) este un om de știință nesociabil trimis in Eureka pentru a asista, viitoarea misiune de pe Titan. Deși geniala, ea este extrem de ciudata in  relatiile interumane, ceea ce ii complica alegera lui Fargo de a fi cu ea.
Dr. Isaac Parrish (Wil Wheaton) este un om de știință care are o relație contradictorie cu Fargo, deoarece considera ca el este mai destept decat aproape oricine altcineva din Eureka și pentru ca considera ca  Fargo este un copil de bani gata care a primit totul fara a munci pentru asta. El este rivalul Fargo in ceea ce priveste afectiunea lui Holly Marten, deși nu este clar dacă interesul său este într-adevar Holly sau pur și simplu concurenta cu Fargo.
Bateristul Dr. Noah (Chris Parnell) este fizician și, eventual, Moș Crăciun. El a apărut in timpul episoadelor de Craciun  în 2010 și 2011.

## Pareri generale
Premiera serialului a primit aprecieri ridicate, adunind 4,1 milioane de vizionari. Eureka a fost, de asemenea,programul de top transmis prin  cablu si de asemenea cel mai apreciat de serial în Syfy din ultimii 14 ani.Premiera sezonului 2 a adunat 2.5 milioane telespectatori.
Premiera sezonului 3 a fost privita de 2,8 milioane de telespectatori, iar cea a sezonului 3.5 a adunat 2.68 milioane de telespectatoriintr-un timp record.
Premiera sezonului 4  a fost vizualizata de 2,5 milioane de telespectatori.

### Reacții critice
Reactiile critice a fost amestecate, cu laude generale pentru idee, dar cu o nota medie pentru pilot.
The Seattle Post-Intelligencer:
"Este foarte ciudat. Prea ciudat, poate, pentru un public care este obisnuit cu nave spațiale,roboți, și explozii. Deși fiecare episod promite un moment "aha!"  cu sediul in fizica cuantica si legi științifice obscure , această lume este relativ plata,conceptual vorbind, în comparație cu complexitatea țesuta în seriale precum ar fi Stargate SG-1 sau Battlestar Galactica. Acest lucru nu înseamnă Eureka este o pierdere completă de timp. Bsolut deloc.Personajele sunt amuzante,Ferguson este credibil și plăcut, scenariul este solid construit, iar efectele vizuale sunt dibaci produse.Toate impreuna luate, formeaza un serial dulce  și, probabil,nu pentru mult timp în această lume. "
The New York Daily News:
"Cu  noua serie jucausa Eureka, aflata în Northwest Pacific  și spunind povestea unui outsider care vine pentru a explora, și pentru a se stabili într-unoraș plin de excentrici, Sci-Fi Channel nu doar invita la  comparații cu Twin Peaks sau Northern Exposure.Aceasta pune si  presiune.  Insa  creatorii Andrew Cosby și Jaime Paglia s-au descurcat destul de bine. Eureka are o premisă, o distribuție și un subiect  care îl fac una din placerile TV ale verii.
Cei de la Sci-Fi Channel în mod clar au decis   să reinventeze serialul de televiziune de vară aici, și să vină cu ceva vesel șidistractiv. Și Eureka - le-a făcut-o! "

## Finisarea filmarilor
La 8 august 2011, s-a anunțat că filmarile  Eurekai vor fi  incetate după cinci sezoane. Syfy a dat această declarație:. "După o analiză minuțioasă, am luat dificila decizie de a nu comanda unal șaselea sezon al  Eurekai. Totusi Eureka nu este inca “finisata”. Va fi difuzat un nou episod de sarbatoare pe 12 Decembrie și alte 12 episoade stelare programate sa fie difuzate anul urmator, marcând un al cincilea sezon și șase ani de neuitat pe Syfy. Episoadele din 2012 sunt unele dintre cele mai bune pe le-am văzut, și  această noua serie va aduce un final plin de satisfactie. Le suntem foarte recunoscatori lui Bruce Miller și Jaime Paglia, echipei lor  de scriitori incredibili, precum si echipei extraordinare care au ajutat la crearea unui serial de care suntem extrem de mindri.  Le multumim fanilor nostri pentru sprijinul lor acordat acestui spectacol și suntem siguri că vor savura acest ultim sezon din 2012.”
Odată cu anuntul de finisare show-ului, o mișcare socială mass-media a aparut imediat. Mii de fani si-au exprimat dezacordul prin intermediul retelelor de socializare.

## Coloana sonoră originală
Articol principal: Eureka Soundtrack
La 26 august 2008, La La Land Records a lansat Eureka: Original Soundtrack From the Sci-Fi Channel Television Series . Scris în principal de către Bear McCreary, albumul este format din 28 de piese din sezonul al doilea al serialului. Acesta include, de asemenea, două variante melodiei principale ale lui Mark Mothersbaugh si John Enroth Mothersbaugh , precum si doua piese, "Let's Get Hitched" și "EurekAerobics", scrise de Brendan McCreary și Captain Ahab, respectiv.

## Premii
Eureka a fost nominalizată în 2007 pentru un Primetime Emmy Award for Outstanding Special Visual Effects pentru un Serial.  Ceilalți nominalizați au fost Battlestar Galactica (câștigator), Grey's Anatomy, Heroes, și Rome.

## Producție

### Distribuție internațională
| Țară                  | Post tv         | Sezon 1 Dată premieră | Sezon 2 Dată premieră |
| --------------------- | --------------- | --------------------- | --------------------- |
| Regatul Unit Irlanda  | Sky One         | 2 august, 2006        | 2 octombrie, 2007     |
| Regatul Unit Irlanda  | Sci Fi          | 10 ianuarie, 2007     | 10 ianuarie, 2008     |
| Canada                | Space (Engleză) | 3 septembrie, 2006    | 10 septembrie, 2007   |
| Canada                | Ztélé (Franța)  | 27 august, 2007       |                       |
| Turcia                | DiziMax         | 11 octombrie, 2006    |                       |
| Israel                | AXN             | 6 noiembrie, 2006     | 18 decembrie, 2007    |
| Spania                | Cuatro          | 6 ianuarie, 2007      | 10 octombrie, 2007    |
| Spania                | Sci Fi          | 10 ianuarie, 2007     |                       |
| Ungaria               | TV2             | 27 ianuarie, 2007     |                       |
| Asia                  | Star World      | 20 mai, 2007          |                       |
| Croația               | HRT 2           | 4 iulie, 2007         | 12 septembrie, 2008   |
| Italia                | FOX             | 4 august, 2007        | 23 februarie, 2008    |
| Polonia               | Canal+ Poland   | 20 august, 2007       | 31 iulie, 2008        |
| Suedia                | TV6             | 28 septembrie, 2007   | 21 martie, 2008       |
| Portugalia            | FX              | 4 octombrie, 2007     |                       |
| Portugalia            | TVI             | 24 noiembrie, 2007    |                       |
| Franța                | Série Club      | 24 octombrie, 2007    |                       |
| India                 | Star World      | 24 octombrie, 2007    |                       |
| Bosnia și Herțegovina | FTV             | 1 decembrie, 2007     |                       |
| Ucraina               | Novy Kanal      | 20 decembrie, 2007    |                       |
| Germania              | ProSieben       | 25 februarie, 2008    | 30 iunie, 2008        |
| Australia             | Ten HD          | 6 martie, 2008        | 11 septembrie, 2008   |
| Australia             | Sci Fi          | 4 decembrie, 2008     |                       |
| Japonia               | Sci Fi          | 1 aprilie, 2008       |                       |
| Noua Zeelandă         | TV3             | 10 mai, 2008          |                       |
| Islanda               | Skjar einn      | ?, 2008               | 11 august, 2008       |
| România               | TVR 1           | 4 august, 2008        |                       |
| Serbia                | RTS             | 15 septembrie, 2008   |                       |
| Danemarca             | DR 1            | 3 octombrie, 2008     |                       |
| Finlanda              | Sub             | 21 octombrie, 2008    |                       |